# Església parroquial de Sant Joan Baptista (Monòver)
L'església de Sant Joan Baptista en el municipi de Monòver, és un temple barroc amb influències neoclàssiques que inicia la seua construcció el 19 d'abril de l'any 1751, segons Pascual Madoz.
Ostenta el rang d'arxiprestal des de 1851.

## Descripció
Es tracta d'un temple de planta de creu llatina. La nau principal està coberta per una volta de canó seguit amb cúpula semiesfèrica, amb llunetes on se situen les finestres, mentre que les dues naus laterals, formades per la perforació dels contraforts allotgen les capelles on es veneren diverses imatges. El creuer, amb cúpula sobre petxines esculpides, es forma per la discontinuïtat de les capelles laterals.
Pel costat de l'Evangeli, s'accedeix a la Capella de la Mare de Déu del Remei. De grans dimensions, té entrada pròpia, pel jardinet, la qual presenta en el seu exterior dues columnes sostenint una cornisa i, sobre aquelles, altres dues que serveixen d'adorn a un nínxol ocupat per la imatge de la Mare de Déu del Remei, esculpida en 1765. En el seu interior, un interessant retaule de fusta daurada i policromada, recentment restaurat, obra realitzada en 1774 per l'escultor Francisco Mira allotja el camarín amb la imatge de la patrona de Monòver presidint la capella de la qual destaca també la seua cúpula sobre petxines esculpides amb relleus sobre la vida de la Mare de Déu. A través d'aquesta capella s'accedeix a una tercera dedicada a San Miquel Arcàngel, de tipus neoclàssic, construïda en 1813, més petita, de planta rectangular i volta de canó, que es troba en estat de ruïna.
En el creuer, en el costat de l'Epístola, es troba adossat un òrgan barroc, de caixa de José Martín, originalment construït en 1771 pel conquense Julián de la Orden i reconstruït en segle xix per Alberto Randeynes (1893). Va ser restaurat íntegrament al llarg del 2007.
Aquesta església, encara que senzilla, és molt sòlida, per ser tota de pedra de canteria, excepte les voltes. Compta amb dues torres, una d'elles inacabada, per la qual cosa únicament es veu una.

## Curiositats
És d'assenyalar que a les Festes Majors de setembre, la patrona, situada en l'altar major, descendeix a terra mitjançant un mecanisme antany manual i ara elèctric. Tenint un punt de vista central de l'altar, se simula la baixada de la Mare de Déu des dels cels fins a la terra.